# Jerónimo Portela
Pour les articles homonymes, voir Portela.
Pas d'image ? Cliquez ici

a Compétitions nationales et continentales officielles uniquement.

b Matchs officiels uniquement.
Dernière mise à jour le 1 novembre 2023.
Jerónimo Portela, né le 2 novembre 2000, est un joueur international portugais de rugby à XV évoluant au poste de demi d'ouverture. Il joue avec le club portugais du GD Direito et la franchise des Lusitanos XV évoluant en Rugby Europe Super Cup.
Son père, Miguel Portela de Morais, ainsi que son cousin, Manuel Vareiro, sont des joueurs internationaux portugais de rugby à XV.

## Biographie
Jerónimo Portela est le fils du centre Miguel Portela, qui a participé à la première campagne de l'histoire du Portugal à la Coupe du monde de rugby à XV 2007. Portela entame sa carrière sportive par le football à l'âge de 6 ans, mais après la Coupe du monde 2007 il décide de se tourner vers le rugby. Le rugby est une tradition familiale, puisque son père et ses oncles pratiquent ce sport.
En parallèle, il réalise des études et devient ingénieur.

### Carrière

#### En club
Jerónimo Portela signe en 2020 au sein de la nouvelle franchise uruguayenne du Peñarol Rugby. Mais la ligue est rapidement arrêtée à cause de la pandémie de Covid-19. L'effectif de Peñarol en 2020 compte deux joueurs portugais, puisque Raffaele Storti et Portela se sont engagés avec Peñarol pour la saison inaugurale de Súperliga Americana de Rugby, écourtée prématurément en raison de la pandémie.
Après cette expérience à l'étranger, il rentre au Portugal pour évoluer avec le GD Direito, son club formateur, avec qui il est finaliste du Championnat du Portugal en 2021,. En parallèle, il est également retenu avec la franchise des Lusitanos XV à partir de la saison 2021-2022 de la Rugby Europe Super Cup, où son équipe termine finaliste de la compétition. La saison suivante, il est demi finaliste de l'édition 2022, s'inclinant face au Tel-Aviv Heat sur le score de 30 à 22 au stade du Jamor.
Il remporte l'édition 2023 du Championnat du Portugal avec le GD Direito en inscrivant notamment un essai en finale.

#### En sélection nationale
International avec les moins de 17 ans puis moins de 18 ans, Portela dispute la finale du Trophée mondial des moins de 20 ans 2019 au Brésil, perdue face au Japon.
En novembre 2019, il est convoqué pour la première fois par le Portugal, pour participer à une tournée en Amérique du Sud. Il dispute sa première rencontre internationale senior avec le Portugal face au Brésil lors de ce mois. Dès l'année suivante, il s'impose comme l'ouvreur titulaire de la sélection.
Le 18 novembre 2022, le Portugal se qualifie pour la Coupe du monde pour la seconde fois de son histoire après avoir battu Hong-Kong (42-14), le Kenya (85-0) puis fait match nul contre les États-Unis. La sélection réussit à se qualifier grâce à une meilleure différence de points que les Américains. Il est titulaire lors de ces trois rencontres.
En mars 2023, Portela et le Portugal se qualifient en finale du championnat international d'Europe mais sont défaits 38-11 par la Géorgie. Trois mois plus tard, il fait partie d'une liste de trente-huit joueurs présélectionnés pour préparer la Coupe du monde 2023. Il est ensuite définitivement sélectionné avec l'équipe du Portugal pour disputer la Coupe du monde 2023. Il est notamment titulaire face au pays de Galles lors du premier match de poule des portugais dans cette édition,. Lors du deuxième match, il est l'auteur d'une bonne performance globale et fait notamment une passe décisive à Raffaele Storti qui inscrit un essai, de ce fait il contribue au match nul 18-18 contre la Géorgie et est nommé homme du match. Il est de nouveau titulaire pour les deux matchs suivants, dont notamment lors de la première victoire historique des portugais en Coupe du monde face aux Fidji, bien qu'ils soient tout de même éliminés de la compétition.

## Style de jeu
Sa qualité technique, ses aptitudes physiques (1m90 pour 88kg), et la puissance de son coup de pied gauche font de lui un joueur très prometteur.

## Palmarès

### En club et franchise
- Finaliste du Championnat du Portugal en 2021 et 2022 avec le GD Direito.
- Finaliste de la Rugby Europe Super Cup en 2022 avec les Lusitanos XV.
- Vainqueur du Championnat du Portugal en 2023 avec le GD Direito.

### En sélection nationale
- Finaliste du Trophée mondiale des moins de 20 ans en 2019 avec l'équipe du Portugal des moins de 20 ans.
- Finaliste du Championnat international d'Europe en 2023 avec l'équipe du Portugal.